# ジョン・ファーナム

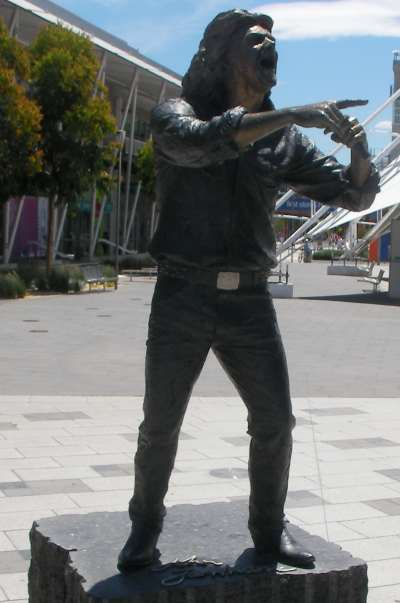
ファーナムの銅像

ジョン・ファーナム（John Farnham、1949年7月1日 - ）は、オーストラリアの歌手。オーストラリアを代表する国民的歌手として知られる。

## プロフィール
イギリスのエセックス生まれで、オーストラリアのメルボルンのダンデノングで育った。

## You're the Voice
大ヒット曲のYou're the Voiceは、多くの歌手によりカバーされている。
- ハート
- デヴィッド・アーチュレッタ
- デイヴィッド・フォスター（ウォーレン・ウィービー）
- ブラインド・ガーディアン
- コールドプレイ
- フォエバー・ネバー(en)
- マティア・バザール(it:Matia Bazar)*"La Scuola dei Serpenti"というイタリア語タイトルで発表。

## ディスコグラフィー
- Dare To Dream - シドニーオリンピックの公式テーマソング。オリビア・ニュートン＝ジョン とのデュエット。

## 参照
- John Farnham／ジョン・ファーナム(洋楽データベース)